# باغ‌های کلاسیک سوژو
باغ‌های کلاسیک سوژو (انگلیسی: Classical Gardens of Suzhou) (چینی: 苏州园林; پین‌یین: Sūzhōu yuánlín; زبان سوژو (Wugniu): sou1-tseu1 yoe2-lin2) مجموعه‌ای از باغ‌ها در شهر سوژو، در جیانگسو، چین هستند که به یونسکو میراث جهانی افزوده شده‌اند.
این باغ‌ها که دوره‌ای تقریباً هزار ساله از دوره سلسله سونگ شمالی تا اواخر سلسله چینگ (قرن ۱۱ تا ۱۹) را در بر می‌گیرند، بیشتر توسط دانشمندان ساخته شده‌اند و بسیاری از ویژگی‌های کلیدی طراحی باغ‌های کلاسیک باغ چینی را استانداردسازی کرده‌اند. این باغ‌ها با مناظری مصنوعی از صخره‌ها، تپه‌ها و رودخانه‌ها، که با باغچه‌ها و پاگوداهایی که به‌طور استراتژیک در مکان‌های مختلف قرار گرفته‌اند، نمایانگر چشم‌اندازهای طبیعی هستند.
زیبایی‌شناسی ظریف و زیرکی این باغ‌ها و ویژگی‌های دقیق آنها اغلب توسط باغ‌های مختلف در دیگر نقاط چین، از جمله باغ‌های امپراتوری مانند باغ‌های اقامتگاه کوهستان چنگده تقلید شده است. طبق گفته یونسکو، باغ‌های سوژو «توسعه طراحی باغ چینی را در طول بیش از دو هزار سال نمایندگی می‌کنند»، و آن‌ها «ظریف‌ترین شکل» هنر باغ‌سازی هستند.
این باغ‌های منظر در دوران میانه سلسله مینگ تا اوایل سلسله چینگ شکوفا شدند و منجر به ساخت حدود ۲۰۰ باغ خصوصی شدند. امروزه، ۶۹ باغ محافظت‌شده در سوژو وجود دارد، و همه آن‌ها به‌عنوان «محل‌های میراث ملی» حفاظت‌شده شناخته شده‌اند. در سال‌های ۱۹۹۷ و ۲۰۰۰، هشت تا از بهترین باغ‌های سوژو همراه با یک باغ در شهر قدیمی تونگ‌لی توسط یونسکو به‌عنوان یک میراث جهانی انتخاب شدند تا هنر باغ‌های کلاسیک به سبک سوژو را نمایندگی کنند. طراحان معروف باغ‌های سوژو شامل ژانگ لیانگ، جی چنگ، گِی یو لیانگ و چن کانگژو هستند.

## فهرست باغ‌ها
| تصویر | نام                                                                      | تاریخ ثبت |
| ----- | ------------------------------------------------------------------------ | --------- |
|       | باغ مدیر متواضع (拙政园/拙政園; Zhuōzhèng Yuán)                          | ۱۹۹۷      |
|       | باغ ماندگار (留园/留園; Liú Yuán)                                        | ۱۹۹۷      |
|       | باغ استاد تور (网师园/網師園; Wǎngshī Yuán)                              | ۱۹۹۷      |
|       | ویلای کوهستانی با زیبایی در آغوش (环秀山庄/環秀山莊; Huánxiù Shānzhuāng) | ۱۹۹۷      |
|       | باغ پناهگاه زوج‌ها (耦园/耦園; Ŏu Yuán)                                   | ۲۰۰۰      |
|       | باغ کشت (艺圃/藝圃; Yì Pǔ)                                               | ۲۰۰۰      |
|       | پابیلون بزرگ موج (沧浪亭/滄浪亭; Cāng Làng Tíng)                         | ۲۰۰۰      |
|       | باغ درختان شیر (狮子林园/獅子林園; Shī Zǐ Lín Yuán)                      | ۲۰۰۰      |
|       | باغ پناهگاه و تأمل (退思园/退思園; Tuìsī Yuán)                           | ۲۰۰۰      |

## طرح جامع نظارت
این سایت طبق طرح نظارتی جامع پایش می‌شود و تدابیری برای نگهداری معمول و پروژه‌های مرمت برنامه‌ریزی‌شده برای تمامی باغ‌ها وجود دارد. اداره امور باغات شهرداری سوژو مسئول این امر است.